# Adelges torii
Adelges torii är en insektsart. Adelges torii ingår i släktet Adelges och familjen barrlöss. Inga underarter finns listade i Catalogue of Life.